# 尼子清久
尼子 清久（あまご きよひさ）は、戦国時代の武士。尼子氏の家臣。

## 略歴
尼子経久の三男・塩冶興久の嫡男として誕生。天文3年（1534年）、父・興久が尼子氏に対して反乱を起こした末に自害したが、天文9年（1540年）の史料である『自尊上人江御奉加目録』から清久の名があり一門序列は五位であったことから、経緯は不明であるが父の反乱は許され尼子姓に復していたようである。
しかし、天文11年（1542年）の第一次月山富田城の戦いにおいて反尼子に立場を変えたため、その後尼子晴久により粛清されたようである。